# Podi (Trilj)
Podi falu Horvátországban Split-Dalmácia megyében. Közigazgatásilag Triljhez tartozik.

## Fekvése
Splittől légvonalban 32, közúton 50 km-re északkeletre, Sinjtől légvonalban 13, közúton 18 km-re délkeletre, községközpontjától 9 km-re északkeletre a dalmát Zagora területén, a Kamešnica-hegysfég délnyugati lejtőin fekszik.

## Története
Területe 1686-ban Trilj környékével együtt szabadult fel a török uralom alól. A velencei uralom első éveiben telepítették be Hercegovinából érkezett keresztény lakossággal. A velencei uralomnak 1797-ben vége szakadt és osztrák csapatok vonultak be Dalmáciába. 1806-ban az osztrákokat legyőző franciák uralma alá került, de Napóleon lipcsei veresége után 1813-ban újra az osztrákoké lett. 1857-ben 324, 1910-ben 369 lakosa volt. 1918-ban az új szerb-horvát-szlovén állam, majd később Jugoszlávia része lett. A második világháború idején a Független Horvát Állam része lett. 1944. május 25. és 28. között a partizánok 136 horvát áldozatot végezték itt ki és holttesteiket a falu melletti barlang üregébe dobták. A háború után a szocialista Jugoszláviához került. 1991 óta a független Horvátországhoz tartozik. 2011-ben a településnek 13 lakosa volt, akik a grabi plébániához tartoztak.

## Lakosság
| Lakosság változása | Lakosság változása | Lakosság változása | Lakosság változása | Lakosság változása | Lakosság változása | Lakosság változása | Lakosság változása | Lakosság változása | Lakosság változása | Lakosság változása | Lakosság változása | Lakosság változása | Lakosság változása | Lakosság változása | Lakosság változása |
| ------------------ | ------------------ | ------------------ | ------------------ | ------------------ | ------------------ | ------------------ | ------------------ | ------------------ | ------------------ | ------------------ | ------------------ | ------------------ | ------------------ | ------------------ | ------------------ |
| 1857               | 1869               | 1880               | 1890               | 1900               | 1910               | 1921               | 1931               | 1948               | 1953               | 1961               | 1971               | 1981               | 1991               | 2001               | 2011               |
| 324                | 0                  | 138                | 354                | 542                | 369                | 0                  | 797                | 588                | 492                | 444                | 299                | 139                | 49                 | 28                 | 13                 |

(1869-ben és 1921-ben lakosságát Grabhoz, 1880-ban és 1930-ban lakosságának egy részét Vrabačhoz számították.)